# Figulus sublaevis
Figulus sublaevis es una especie de coleóptero de la familia Lucanidae.

## Distribución geográfica
Habita en Etiopía y Madagascar.